# Joseph Maria Wyrsch
Joseph Maria Wyrsch (auch Josef Maria Wyrsch) (* 10. August 1851 in Buochs; † 2. Juli 1905 in Steinen SZ) war ein Schweizer Politiker. Von 1889 bis 1898 gehörte er als Vertreter der Konservativen dem Regierungsrat des Kantons Nidwalden an.

## Leben
Joseph Maria Wyrsch wurde als dritter Sohn des Peter Wyrsch und der Alpnacherin Anna Marie Nufer auf dem Hof Hubeli in Buochs geboren. Gleich nach der Taufe nahm ihn sein kinderloser Onkel und Taufpate (Götti) Josef Maria Wyrsch ihn zu sich auf den Hof Alträtsch in Ennetbürgen mit. Dort wuchs er auf und besuchte die Schule. Er besuchte aus persönlichem Interesse eine Zeichnenschule und eine Modellierschule. Im Jahr 1878 übernahm Joseph Maria Wyrsch den Hof seines Onkels. Sein Bauernhof wuchs nach dem Kauf des Nachbarhofs Fraugadmen. Im Jahr 1898 verliess er den Kanton Nidwalden und kaufte eine Säge in Steinen im Kanton Schwyz. Dank seinem Sägewerk wurde Wyrsch auch noch Bauunternehmer.
Seine politische Laufbahn begann mit dem Einzug als Ratsherr im Landrat im Jahr 1883. In seiner Wohngemeinde Ennetbürgen wurde Wyrsch 1885 Mitglied der Baukommission für die neue Kirche. Das Volk wählte ihn an der Landsgemeinde 1889 in den Regierungsrat. Er blieb bis 1898 in der Nidwaldner Regierung. Erst war Wyrsch Zuständiger für Mass und Gewicht, danach Chef des Vormundschaftswesens. 
Joseph Maria Wyrsch heiratete am 4. Oktober 1878 in Buochs die Ennetbürgerin Anna Josefa Mathis. Aus dieser Ehe stammen zwei Kinder (je ein Sohn und eine Tochter). Die Tochter starb als Kleinkind und auch Anna Josefa Mathis starb mit nur dreissig Jahren. Im Jahr 1885 vermählte sich Joseph Maria Wyrsch mit Aloisia Wyrsch. Aus dieser Ehe stammen drei Kinder (zwei Söhne und eine Tochter). Alle drei Kinder traten in den geistlichen Stand als Nonne oder Priester. 

## Quelle
- Neues Stammbuch. Band IX, Wyrsch II (Rain/Rein), 64 (9), Seite 49